# Mestre Mundoca
Clemente Domingos Pinheiro, conhecido como Mestre Mundoca, foi um renomado cantador e líder cultural brasileiro, cuja atuação foi fundamental para a preservação e promoção das manifestações culturais tradicionais do Maranhão, especialmente o bumba meu boi de sotaque da baixada e o tambor de crioula. Sua dedicação à cultura popular maranhense o tornou uma figura emblemática no cenário folclórico do Estado.

## Biografia
Mestre Mundoca nasceu em 11 de novembro de 1939, na comunidade quilombola Santa Eulália de Padeiro, localizada no município de São Bento, Maranhão. Seu apelido "Mundoca" foi uma homenagem à sua avó, conhecida como "Doca". Aos 17 anos, mudou-se para São Luís, onde residiu no bairro São Francisco. Era pai da jornalista Eliene Pinheiro.

## Carreira Cultural
Nascido em 11 de novembro de 1939, na comunidade quilombola Santa Eulália de Padeiro, em São Bento, Maranhão, Mundoca teve seu primeiro contato com as manifestações culturais aos 14 anos, participando de brincadeiras de bumba meu boi em sua comunidade. Aos 17 anos, mudou-se para São Luís, onde trabalhou como estivador no porto da cidade. Foi nesse ambiente que conheceu Apolônio Melônio, futuro fundador do Boi da Floresta, com quem estabeleceu uma parceria duradoura.
Em 1972, com a fundação do Boi da Floresta por Apolônio Melônio, Mundoca ingressou no grupo, assumindo o papel de cantador principal. Sua voz potente e carismática tornou-se uma das marcas registradas do grupo, contribuindo para a popularização do bumba meu boi de sotaque da baixada. Ao longo de mais de meio século, Mundoca participou ativamente das apresentações, composições e ensaios, mesmo enfrentando desafios de saúde nos últimos anos de vida.
Além do bumba meu boi, Mestre Mundoca também teve envolvimento com o tambor de crioula, manifestação afro-brasileira tradicional do Maranhão. Sua atuação contribuiu para a manutenção e valorização dessa expressão cultural, reconhecida como Patrimônio Cultural Imaterial brasileiro pelo Instituto do Patrimônio Histórico e Artístico Nacional (Iphan) em 2007.

## Reconhecimento e Homenagens
Em 2021, o projeto "Murais da Memória", idealizado pelo Boi da Floresta com apoio do BNDES, homenageou Mestre Mundoca com um mural grafitado na sede do Sistema Mirante de Comunicação, na avenida Ana Jansen, bairro São Francisco, em São Luís. Em 2022, durante as festividades juninas, o governo do Maranhão homenageou Mestres do Bumba-Meu-Boi e do tambor de crioula, incluindo Mestre Mundoca, reconhecendo sua importância para a cultura popular do estado. Após seu falecimento, sua memória foi celebrada por meio de grafitagens e outras manifestações artísticas, destacando seu papel como símbolo da resistência cultural maranhense.

## Legado
Mestre Mundoca faleceu em abril de 2022, aos 82 anos, deixando um legado indelével na cultura maranhense. Sua dedicação às manifestações culturais tradicionais, especialmente ao bumba-meu-boi de sotaque da baixada, influenciou gerações de brincantes e cantadores. Sua memória continua viva nas toadas entoadas pelos grupos culturais e nas homenagens prestadas por instituições e admiradores.